# Идштедт
Идштедт (нем. Idstedt) — община в Германии, в земле Шлезвиг-Гольштейн. 
Входит в состав района Шлезвиг-Фленсбург. Подчиняется управлению Зюдангельн.  Население составляет 858 человек (на 31 декабря 2010 года). Занимает площадь 13,35 км².

## История
В военной истории город Идштедт стал широко известен после сражения произошедшего здесь 24-25 июня 1850 года в ходе Датско-прусской войны.